# Bob Probert
Robert Alan Probert (né le 5 juin 1965 à Windsor, dans la province de l'Ontario au Canada et mort le 5 juillet 2010 dans la même ville) est un joueur professionnel canadien de hockey sur glace. Il évoluait au poste d'ailier gauche.

## Biographie
Au terme de sa première saison junior avec les Alexanders de Brantford de la Ligue de hockey de l'Ontario, Bob Probert est choisi au 46e rang par les Red Wings de Détroit lors du repêchage d'entrée dans la LNH 1983. 
En 1985-1986, il fait le saut dans la LNH en jouant 44 matchs avec les Red Wings. Son rôle avec l'équipe consiste notamment à protéger les joueurs les plus talentueux, dont Steve Yzerman faisait partie. Considéré comme étant un homme fort, il est pénalisé 186 minutes à sa première saison.
La saison 1987-1988 est la plus prolifique de la carrière de Probert ; il réalise des performances  autant au niveau offensif qu'au niveau physique puisqu'il marque 29 buts et 33 aides pour 62 points en plus d'accumuler 398 minutes de pénalité, le sixième plus haut total sur une saison dans l'histoire de la LNH. Il joue également pour la seule fois de sa carrière le Match des étoiles de la LNH en jouant la 39e édition. Lors des séries éliminatoires de la Coupe Stanley, il termine en tant que meilleur pointeur de l'équipe, alors privée de Yzerman qui est blessé, avec 21 points en 16 matchs.
En mars 1989, il est arrêté pour possession de cocaïne alors qu'il traversait la frontière canado-américaine en passant par le tunnel de Détroit-Windsor et risque d'avoir comme peine 20 ans de prison ainsi qu'une amende d'un million de dollars. Il a finalement été condamné à six mois de prison. Il a passé trois mois dans une prison fédérale au Minnesota puis les trois mois restants dans une maison de transition. Suspendu indéfiniment par la LNH, la suspension est levée au terme de sa peine mais est interdit de jouer au Canada puisqu'il n'a plus le droit de passer la frontière. Ce n'est qu'en décembre 1992 qu'il reçoit l'autorisation de revenir au Canada.
Il se fait encore parler de lui en juillet 1994 lorsqu'il est impliqué dans un accident de motocyclette alors qu'il conduisait avec les facultés affaiblies. Après neuf saisons avec les Red Wings, il devient agent libre et signe un contrat avec les Blackhawks de Chicago. À cause de l'accident, la LNH le suspend pour la saison 1994-1995 écourtée par un lock-out et doit suivre un programme de réhabilitation, Probert éprouvant des problèmes de consommation d'alcool.
À sa première saison avec Chicago, il réalise sa meilleure saison offensive avec cette équipe en réalisant 40 points. La saison suivante, il réalise son plus grand nombre de minutes de pénalités avec les Blackhawks avec 326 minutes au cachot.
Après la saison 2001-2002, il est mis en ballotage par les Blackhawks mais aucune des 29 autres équipes de la LNH ne le réclame. Ceci signifie la fin de la carrière de Probert. Au cours de sa carrière, il a reçu 3 300 minutes de pénalité en 935 matchs dans la LNH, le cinquième plus haut total dans l'historie de la LNH.
Dans l'après-midi du 5 juillet 2010, Probert s'écroule sur son bateau au lac Sainte-Claire et son décès a été constaté à l'hôpital régional de Windsor. Il laisse derrière lui son épouse Dani et ses quatre enfants.

## Statistiques
| Saison     | Équipe                         | Ligue      |     | Saison régulière | Saison régulière | Saison régulière | Saison régulière | Saison régulière |    | Séries éliminatoires | Séries éliminatoires | Séries éliminatoires | Séries éliminatoires | Séries éliminatoires |
| Saison     | Équipe                         | Ligue      | PJ  | B                | A                | Pts              | Pun              | PJ               | B  | A                    | Pts                  | Pun                  |                      |                      |
| 1982-1983  | Alexanders de Brantford        | LHO        | 15  | 12               | 16               | 28               | 133              | 8                | 2  | 2                    | 4                    | 23                   |                      |                      |
| 1983-1984  | Alexanders de Brantford        | LHO        | 65  | 35               | 38               | 73               | 189              | 6                | 0  | 3                    | 3                    | 16                   |                      |                      |
| 1984-1985  | Steelhawks de Hamilton         | LHO        | 4   | 0                | 1                | 1                | 21               | -                | -  | -                    | -                    | -                    |                      |                      |
| 1984-1985  | Greyhounds de Sault Ste. Marie | LHO        | 44  | 20               | 52               | 72               | 172              | 15               | 6  | 11                   | 17                   | 60                   |                      |                      |
| 1985-1986  | Red Wings de l'Adirondack      | LAH        | 32  | 12               | 15               | 27               | 152              | 10               | 2  | 3                    | 5                    | 68                   |                      |                      |
| 1985-1986  | Red Wings de Détroit           | LNH        | 44  | 8                | 13               | 21               | 186              | -                | -  | -                    | -                    | -                    |                      |                      |
| 1986-1987  | Red Wings de l'Adirondack      | LAH        | 7   | 1                | 4                | 5                | 15               | -                | -  | -                    | -                    | -                    |                      |                      |
| 1986-1987  | Red Wings de Détroit           | LNH        | 63  | 13               | 11               | 24               | 221              | 16               | 3  | 4                    | 7                    | 63                   |                      |                      |
| 1987-1988  | Red Wings de Détroit           | LNH        | 74  | 29               | 33               | 62               | 398              | 16               | 8  | 13                   | 21                   | 51                   |                      |                      |
| 1988-1989  | Red Wings de Détroit           | LNH        | 25  | 4                | 2                | 6                | 106              | -                | -  | -                    | -                    | -                    |                      |                      |
| 1989-1990  | Red Wings de Détroit           | LNH        | 4   | 3                | 0                | 3                | 29               | -                | -  | -                    | -                    | -                    |                      |                      |
| 1990-1991  | Red Wings de Détroit           | LNH        | 55  | 16               | 23               | 39               | 315              | 6                | 1  | 2                    | 3                    | 50                   |                      |                      |
| 1991-1992  | Red Wings de Détroit           | LNH        | 63  | 20               | 24               | 44               | 276              | 11               | 1  | 6                    | 7                    | 28                   |                      |                      |
| 1992-1993  | Red Wings de Détroit           | LNH        | 80  | 14               | 29               | 43               | 292              | 7                | 0  | 3                    | 3                    | 10                   |                      |                      |
| 1993-1994  | Red Wings de Détroit           | LNH        | 66  | 7                | 10               | 17               | 275              | 7                | 1  | 1                    | 2                    | 8                    |                      |                      |
| 1995-1996  | Blackhawks de Chicago          | LNH        | 78  | 19               | 21               | 40               | 237              | 10               | 0  | 2                    | 2                    | 23                   |                      |                      |
| 1996-1997  | Blackhawks de Chicago          | LNH        | 82  | 9                | 14               | 23               | 326              | 6                | 2  | 1                    | 3                    | 41                   |                      |                      |
| 1997-1998  | Blackhawks de Chicago          | LNH        | 14  | 2                | 1                | 3                | 48               | -                | -  | -                    | -                    | -                    |                      |                      |
| 1998-1999  | Blackhawks de Chicago          | LNH        | 78  | 7                | 14               | 21               | 206              | -                | -  | -                    | -                    | -                    |                      |                      |
| 1999-2000  | Blackhawks de Chicago          | LNH        | 68  | 4                | 11               | 15               | 114              | -                | -  | -                    | -                    | -                    |                      |                      |
| 2000-2001  | Blackhawks de Chicago          | LNH        | 79  | 7                | 12               | 19               | 103              | -                | -  | -                    | -                    | -                    |                      |                      |
| 2001-2002  | Blackhawks de Chicago          | LNH        | 61  | 1                | 3                | 4                | 176              | 2                | 0  | 0                    | 0                    | 0                    |                      |                      |
| Totaux LNH | Totaux LNH                     | Totaux LNH | 935 | 162              | 221              | 384              | 3 300            | 81               | 16 | 32                   | 48                   | 274                  |                      |                      |